# ودنسفیلد
ودنسفیلد (به انگلیسی: Wednesfield) یک شهرک در بریتانیا است که در Wolverhampton واقع شده‌است. ودنسفیلد ۲۲٬۶۴۶ نفر جمعیت دارد.